# Moschus
Pour les articles homonymes, voir Moschus (homonymie).
Genre
Le genre Moschus des chevrotains porte-musc (ou cerf porte-musc), est actuellement le seul genre de la famille des moschidés (Moschidae) qui ne soit pas éteint.

## Étymologie et nomenclature
Le nom de genre Moschus, créé par Linné en 1758, est un emprunt d’un terme latin désignant le « musc ». Ce terme latin est un emprunt au grec μόσχος moskhos, emprunté lui-même du persan mušk, qui viendrait soit du sanskrit मुष्क muṣká ayant le sens de « testicule », en raison de la forme de la glande soit d’un terme iranien apparenté.
Lors de la publication de 1758-1759 de Linné, le genre Moschus ne comporte qu’une seule espèce : Moschus moschiferus. Mais huit ans plus tard, lors de l’édition de 1766-1768, Linné rajoute deux espèces supplémentaires : Moschus grimmia (habitat in Africa), et Moschus pygmeus (habitat Asia, Guinea). Le genre Moschus est classé comme un Mammalia Pecora, au même niveau que Camelus, Cervus, Capra, Ovis, et Bos.
En 1821, un zoologiste britannique, John Edward Gray crée la famille des Moschidae. Pour cela, il rassemble dans l’ordre des Ruminantes, les familles de Moschidae, Cervidae, Giraffidae, Antilopidae et Capridae. La famille des Moschidae comporte alors les deux espèces: Moschus moschiferus et Moschus pygmeus.
Les révisions les plus importantes de la taxonomie, sont survenues avec l’arrivée des analyses génétiques. Sokolov et Prikhod’ko (1997) ont regroupé toutes les espèces de porte-muscs en une seule espèce Moschus moschiferus, divisée en deux groupes, d’une part les sibirica avec quatre espèces et d’autre part les himalaica avec trois espèces. En raison des limites de cette classification Groves et Grubb (2011) ont proposé une classification en sept espèces différentes (voir section systématique).

## Caractères anatomiques

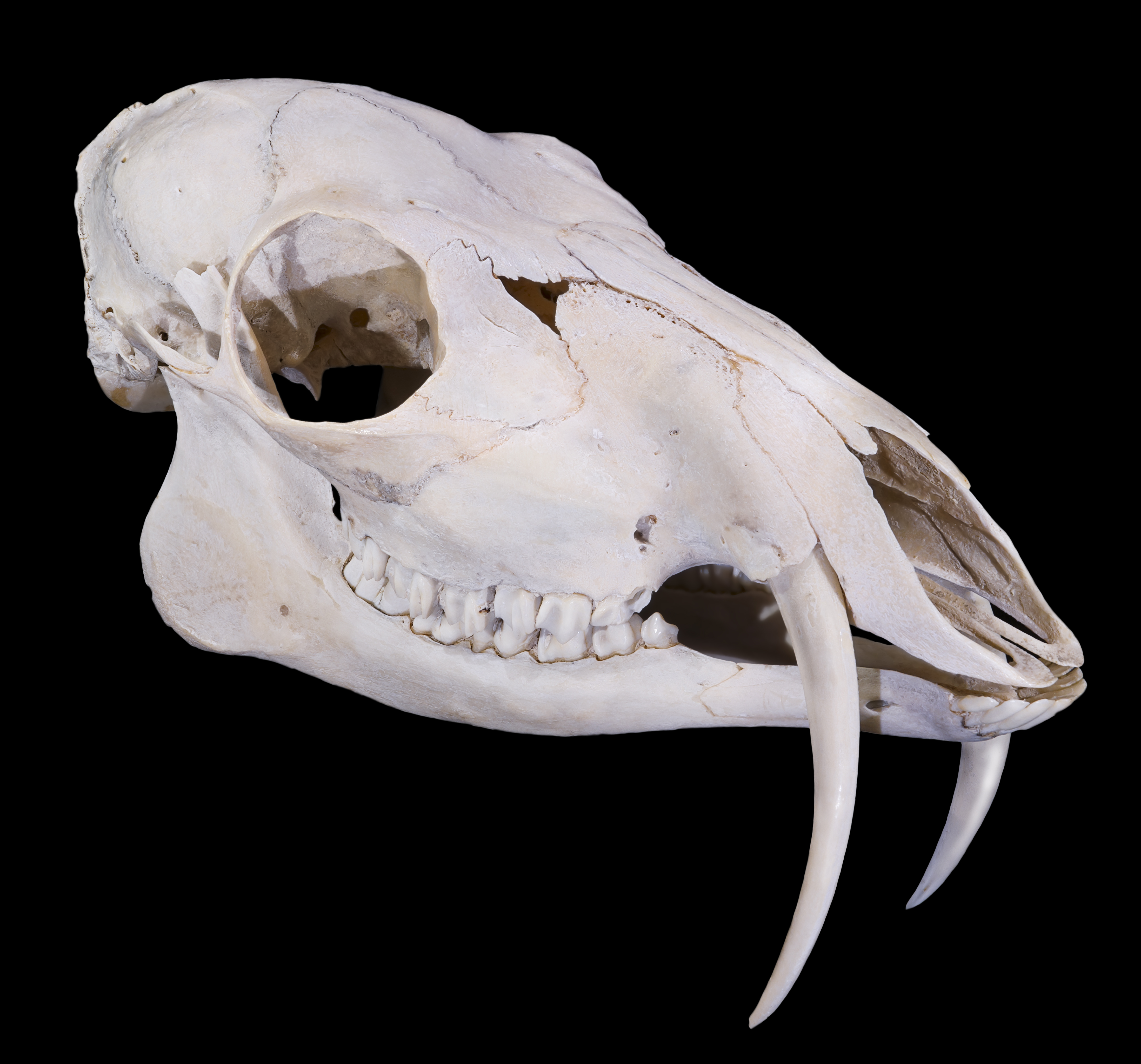
Crâne d'un Porte-musc de Sibérie, Muséum de Toulouse

Les chevrotains porte-musc sont de petits ruminants artiodactyles de la taille d’un petit chevreuil, mais qui à la différence des Cervidés, ne portent pas de bois et dont  les canaux lacrymaux ont un seul orifice alors que les cervidés en ont deux. Les mâles ont une paires de canines supérieures allongées, projetées vers le bas comme des défenses (comme les cervidés du genre Hydropotes, par convergence évolutive), et une glande prépuciale qui secrète du musc à l’époque du rut. Les femelles n’ont qu’une paire de mamelles alors que les cervidés en ont deux paires.
Les chevrotains porte-musc ont quatre doigts (2345): les deux doigts centraux (34) larges et les deux latéraux ou ergots (35) situés plus hauts et plus pointus. Les sabots des membres arrière sont inégaux, l’intérieur (3) étant beaucoup plus long que l’extérieur (4); il en est de même des ergots, dont l’interne est aussi plus long que l’externe,. De même pour les membres antérieurs, deux ergots touchent la terre. Cette morphologie lui assure une prise ferme sur un sol escarpé ou même sur un tronc d’arbre incliné et limitent l’enfoncement dans la neige.  Il court en bondissant comme un lièvre.
Les porte-muscs se nourrissent d'herbe et de pousses en été et de lichens, de ramilles et de bourgeons en hiver.

## Répartition

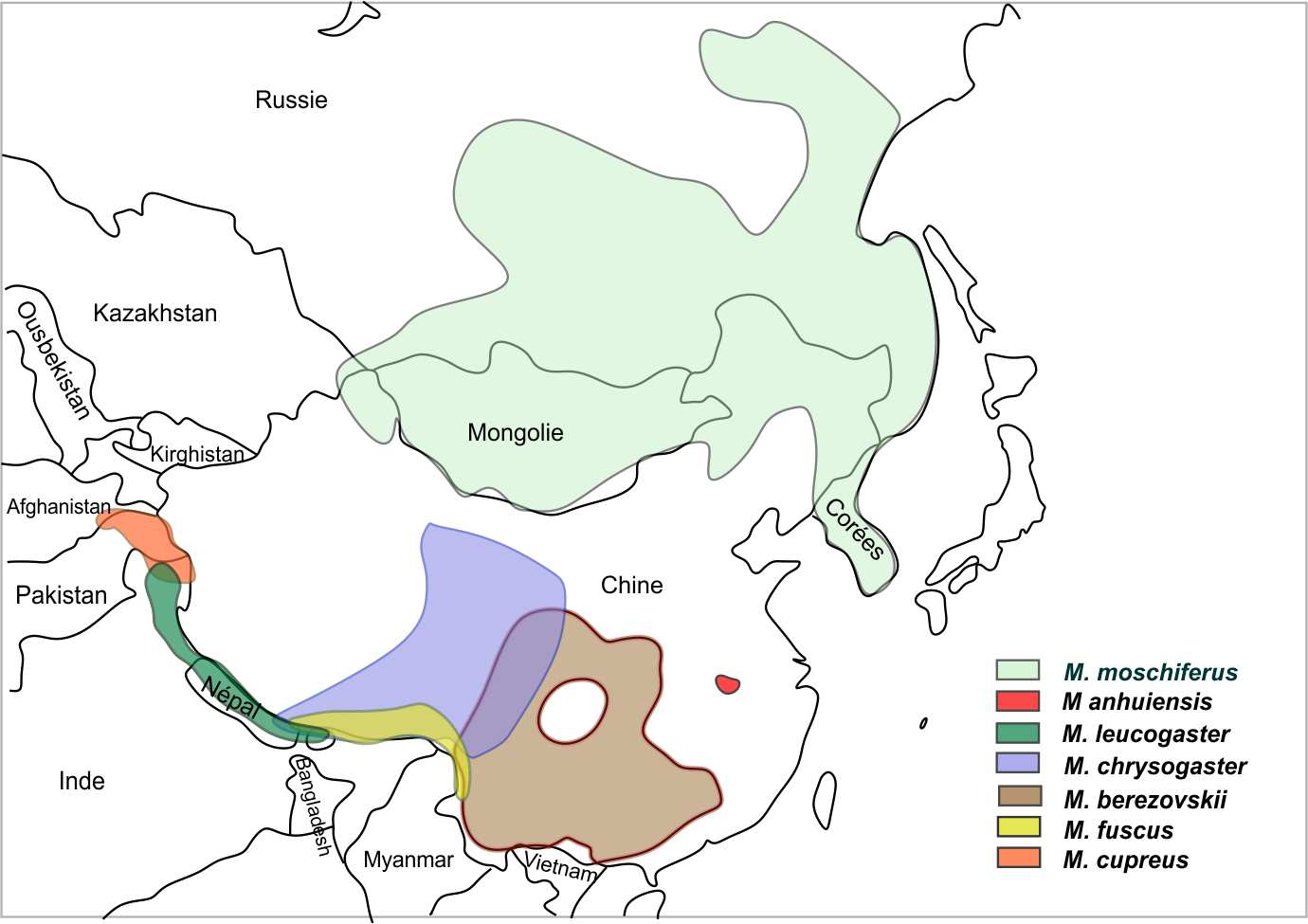
Carte de répartition des 7 espèces de Moschus

Son aire de répartition s’étend de la Sibérie à l’Himalaya, en passant par la Chine, la péninsule coréenne, l’est du Kazakhstan, de Afghanistan (à 3 000 m d'altitude) et du Tibet (tibétain Lawa)  – sauf au centre le désert de Gobi.

## Menaces
Toutes les espèces de porte-muscs sont menacées de disparition et sont classées comme « en danger d’extinction » (sauf M. moschiferus qui est « vulnérable ») sur la liste rouge des espèces menacées de l’IUCN.
Le musc est une substance odoriférante qui se développe en période de rut chez le mâle et s'accumule dans une poche située dans l'abdomen. Chaque mâle de plus de trois ans en produit environ 25 grammes par an. Le musc qui s'utilisait en parfumerie pour fixer les parfums est de plus en plus remplacé par le musc de synthèse. Par contre, le musc qui s’utilisait dans les pharmacopées traditionnelles a complètement disparu des pharmacopées en Europe et Amérique du Nord alors qu’il est toujours très recherché par les adeptes des médecines traditionnelles chinoise, indienne et japonaise. 
Le musc se recueille souvent en tuant l'animal. Vendu sur le marché 150 000 € le kg, le musc attire la convoitise des braconniers. Pour éviter la disparition de l'espèce, le porte-musc se reproduisant en captivité, la Chine a mis en place des élevages où le musc peut être recueilli sans tuer l'animal.

## Systématique
Cette famille, identifiée par John Edward Gray (1800-1865) en 1821, est actuellement composée de sept espèces, dont toutes les représentantes actuelles appartiennent au genre Moschus. La taxonomie est variable en fonction des auteurs. La classification de Groves et Grubb (2011) propose les sept espèces suivantes :
Les noms français ci-après suivent ceux employés par la Cites.
1. Porte-musc alpin – Moschus chrysogaster Hodgson 1839 — Himalayan Musk Deer. La population est estimée à environ 2 000 individus[12].
2. Porte-musc de l'Himalaya – Moschus leucogaster Hodgson 1839 — Himalayan musk deer
3. Porte-musc du Cachemire – Moschus cupreus Grubb 1982 — Kashmir musk deer
4. Porte-musc noir – Moschus fuscus Li 1981 — Black Musk Deer
5. Porte-musc de Sibérie — Moschus moschiferus Linné 1758 — Siberian Musk Deer
6. Porte-musc de l'Anhui – Moschus anhuiensis Wang et al. 1982 — Anhui musk deer
7. Porte-musc nain – Moschus berezovskii Flerov 1929 — Dwarf Musk Deer. La population est estimée entre 100 000 et 200 000 individus[12].

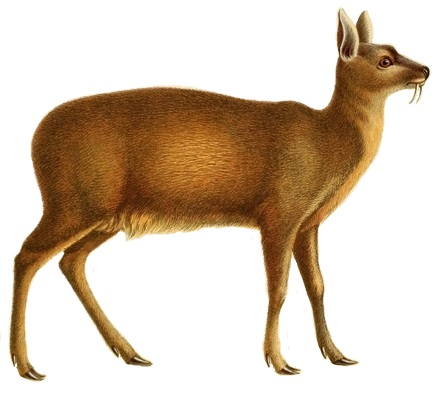
Moschus chrysogaster
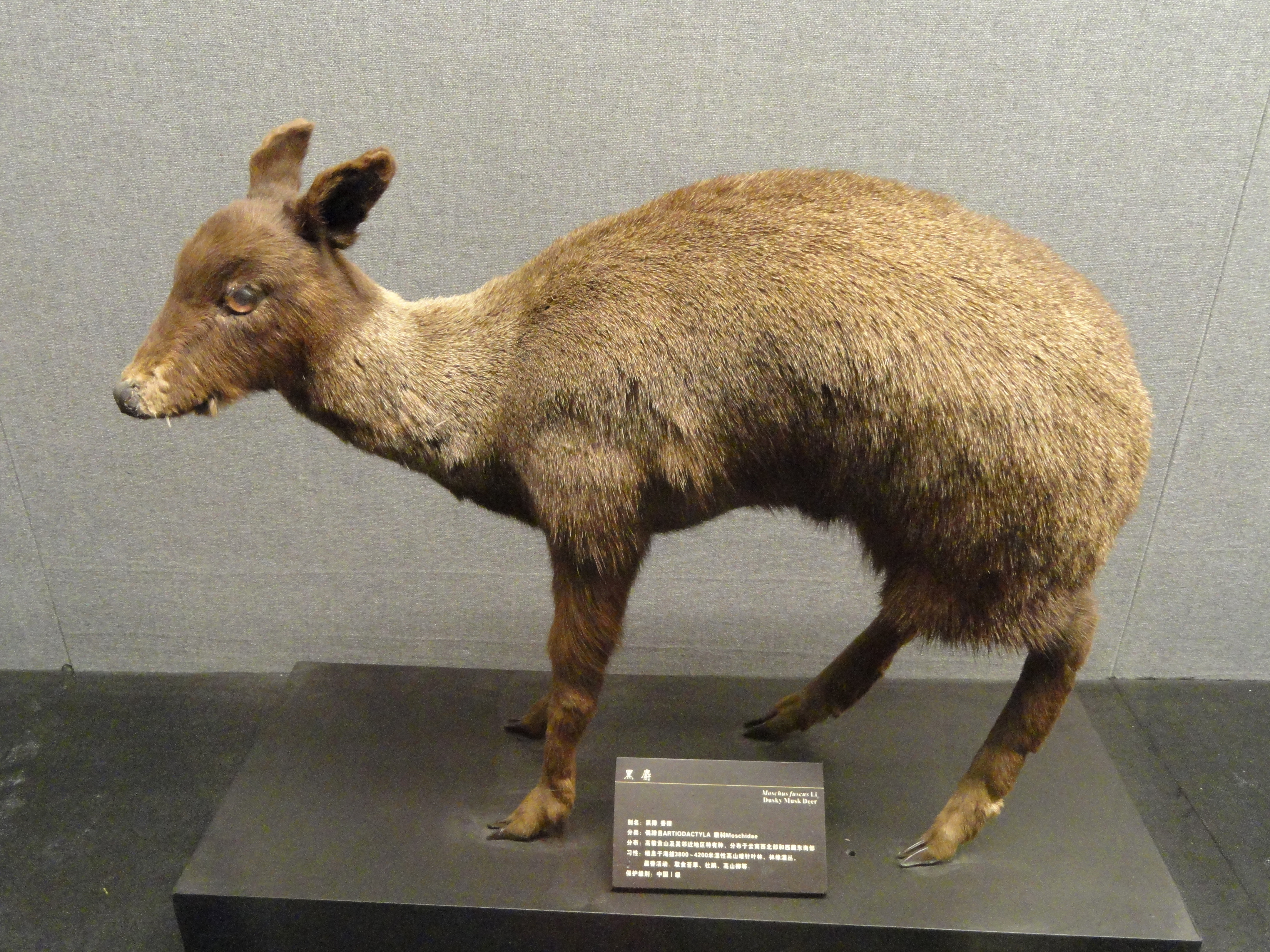
Moschus fuscus
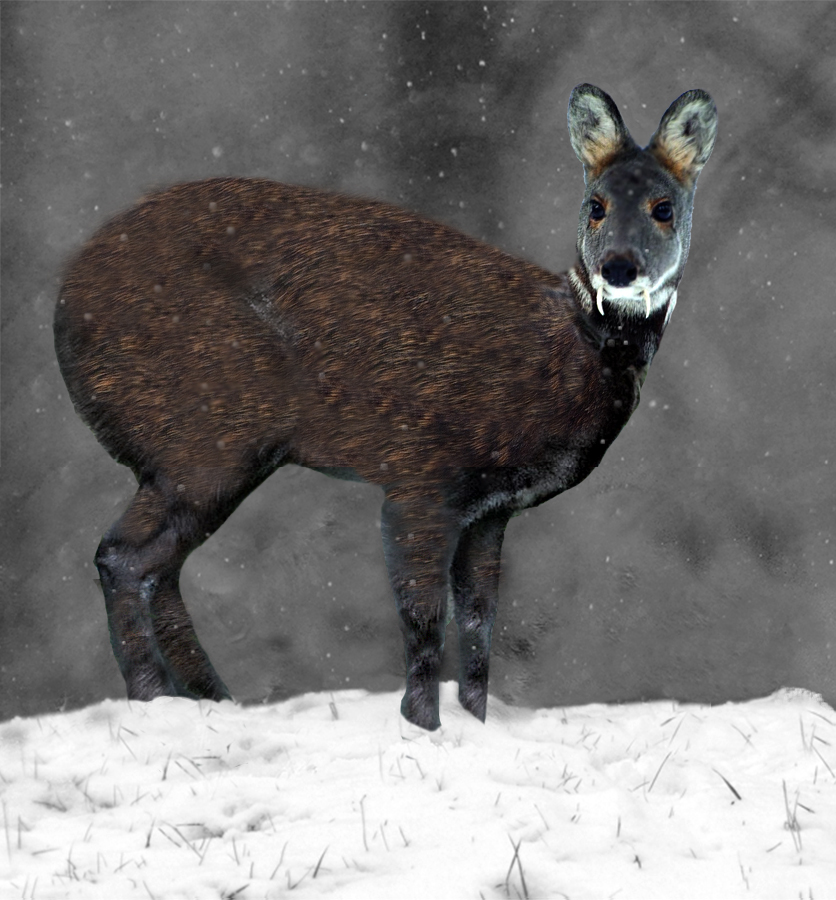
Moschus moschiferus
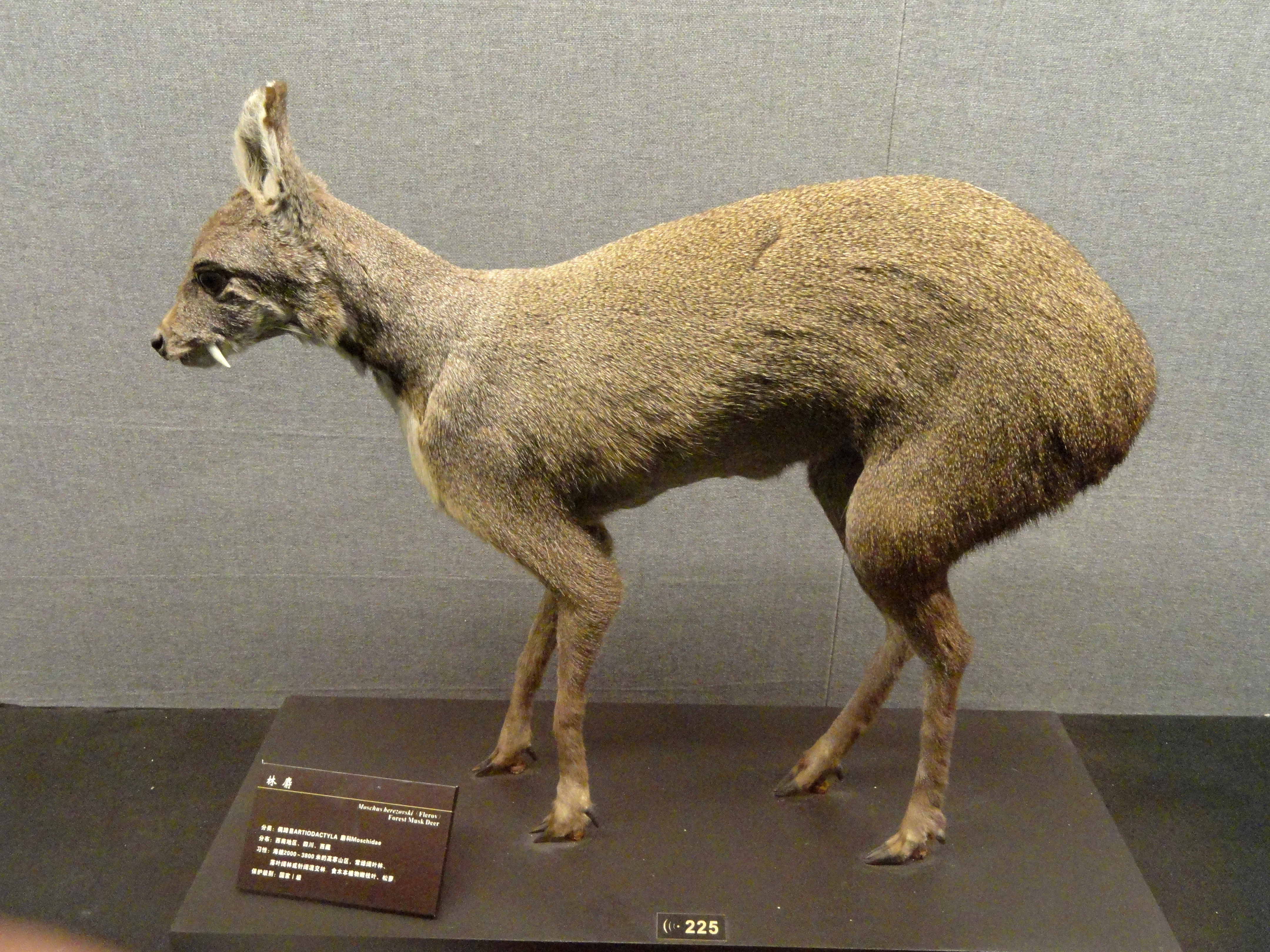
Moschus berezovskii